# Rising Girl
Rising Girl ist eine Hip-Hop/Reggae/Ragga-Formation aus der österreichischen Stadt Graz.

## Bandgeschichte
Die Band wurde Mitte der 1990er Jahre in Graz gegründet.
Ihr allererster Name war Diving Deep und ihre Musik ging damals noch mehr in die Richtung Akustikrock, aber es waren auch schon Ansätze zum Reggae erkennbar. Erster Erfolg der Band war 1995 der Gewinn des steirischen Bandwettbewerbs Rock Weiß Grün. Ein Jahr später nahmen sie im ORF-Landesstudio Steiermark die Extended Play Push... auf. Sie haben ihren Musikstil dann ganz dem Reggae zugewandt und benannten sich in Rising Girl um. Außerdem kamen noch die Genres Hip-Hop und Dancehall dazu. 2003 veröffentlichte die Band ihr erstes Album Just Be You. Zwei Jahre später wurde das österreichische Major-Label Sony BMG auf die Formation durch den Ö3 Soundcheck aufmerksam und veröffentlichte die Single Rising Girl. Der Song wurde sehr oft von dem österreichischen Radiosender Ö3 gespielt. Eigentlich wurde das Lied schon 1996 auf der EP Push... veröffentlicht, aber erst 2005 konnte es nach erfolgter Promotion ein Hit werden.
Nach der kommerziellen Veröffentlichung der Single Rising Girl im Juni 2005 erreichte diese im August desselben Jahres Platz 1 der österreichischen Charts und rangierte auf Platz 16 der österreichischen Jahres-Charts von 2005. Im November 2005 wurde das Album Salamaleikum veröffentlicht. Für das Album wurden viele neue Lieder, aber auch ein paar Lieder des Vorgängeralbums Just Be You neu aufgenommen.
2006 wurde Rising Girl für zwei Amadeus Austrian Music Awards nominiert.
Im Sommer 2007 wurde die Band um die Graz stammenden Rapper J-Boy und Don Dagga erweitert und veröffentlichte nach dem Motto „Rising Girl grows to Rising Nation“ unter dem Projekttitel Rising Nation die Single Rule the Boat. Am 24. Oktober 2008 erschien das Album Pure Fresh Breeze und kurz darauf die Single So in Love. Am 21. August 2009 veröffentlichte die schwedische Popformation Lovestoned eine Coverversion von Rising Girl. Im Juni 2013 veröffentlichte die Band zusammen mit dem HipHop-Dj Lil Dirty (Ivo Zaricin) als Leadsänger die Single I Know You’ll Wait For Me.

## Diskografie

### Singles
- Rising Girl (Juni 2005)
- Helena feat. Jimi D. (Oktober 2005)
- Salamaleikum (Februar 2006)
- Walk (Juni 2006)
- Rule the Boat (Luv U So) / Get Rough (August 2007)
- So in Love (November 2008)
- I Know You´ll Wait For Me (Juni 2013)

### Alben
- Just Be You (2003)
- Salamaleikum (2005)
- Pure Fresh Breeze (2008)